# Voika
Voika – wieś w Estonii, w prowincji Tartu, w gminie Nõo.